# Субхути
Субхути (санскр.: «благополучие») — архат (санскр.: букв. «достойный»), один из десяти главных учеников Будды, персонаж махаянских сутр, в том числе знаменитой «Ваджраччхедики-праджняпарамита сутры» (Сутра о совершенной мудрости, рассекающей тьму подобно молнии), важнейшего махаянского текста цикла праджняпарамиты (добродетели запредельной мудрости), созданного примерно в первом веке н. э.
В тексте сутры Субхути выступает как воплощение архата, способного воспринять высшую мудрость, более того реагирующего на неё всем сердцем:
«…тогда Субхути услышав это, пролил слёзы и сказал Будде:
— Удивительно, о Превосходнейший в мире. От глубокого смысла сутры, произнесённой Буддой, у меня открылось око мудрости. Ранее я не слышал такой сутры.» (Ваджраччхедикапраджняпарамита сутра)
Субхути как герой сутр встречается в махаянских сутрах (хотя такие персонажи, как Ананда — двоюродный брат Будды Сихддхартхи Гаутамы Шакьямуни, Майтрейя — бодхисаттва, пребывающий на небесах Тушита («Утешенные», «Довольные» — санскр.), Шарипутра и др. встречаются как в сутрах тхеравады (именуемой в махаяне хинаяной — «узкой колесницей» либо «малым путём»), так и в махаянских сутрах.
Субхути воспринимает логику праджняпарамиты — не диалектическую (по выражению Е. Торчинова) и не формальную с подчеркнутой нежелательностью смешения двух уровней: уровня выражения и уровня значения. Учение праджняпарамиты оказывается главенствующим в развитии философии и психологии махаяны — формы буддизма, тесно связанного с именами Нагарджуны (основателем школы мадхьямака), Асангой (одним из зачинателей йогачары) и другими философами Древней Индии, буддистами (впоследствии — и не-буддистами).
В Саддхармапундарика сутре ("Сутре Лотоса Благого Закона", санскр.) Будда Сиддхартха Гаутама Шакьямуни предсказывает, что через много кальп (эпох) Субхути предстоит стать Буддой по имени Шашикету.
В Тибете Субхути рассматривали как одно из предшествовавших воплощений Панчен-ламы (одного из важнейших лиц духовной иерархии школы Гелукпа, стоящего в плане иерархических соотношений рядом с Далай-ламой).